# Turniej o Srebrny Kask 1977
Turniej o Srebrny Kask 1977 w sporcie żużlowym – coroczny turniej żużlowy organizowany przez Polski Związek Motorowy. Dwunasty finał odbywał się w Rudzie Śląskiej i Lublinie. Andrzej Huszcza wygrał dwudniowy turniej.

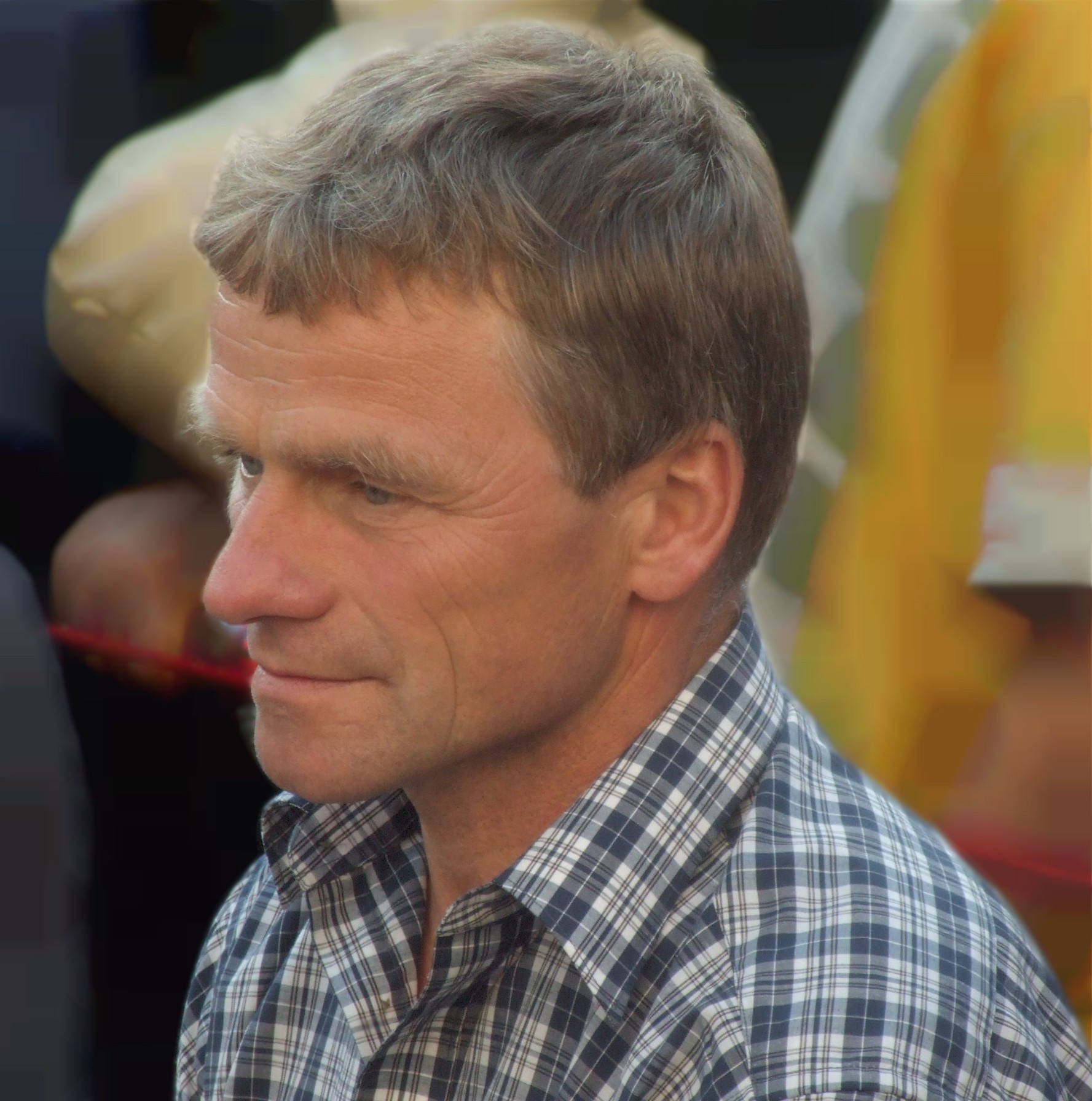
Andrzej Huszcza - zdobywca SK 1977

## Wyniki

### Pierwszy finał
- 28 maja 1976 r. (sobota), Ruda Śląska

| Msc. | Zawodnik           | Klub                  | Pkt |              |  |
| ---- | ------------------ | --------------------- | --- | ------------ |  |
| 1    | Andrzej Huszcza    | Falubaz Zielona Góra  | 14  | (2,3,3,3,3)  |  |
| 2    | Kazimierz Adamczak | Unia Leszno           | 14  | (3,2,3,3,3)  |  |
| 3    | Marian Witelus     | Kolejarz Opole        | 11  | (3,3,2,2,1)  |  |
| 4    | Mariusz Okoniewski | Unia Leszno           | 11  | (2,2,2,3,2)  |  |
| 5    | Stanisław Turek    | Unia Leszno           | 10  | (3,w,3,2,2)  |  |
| 6    | Jan Jąder          | Gwardia Łódź          | 9   | (1,3,2,1,2)  |  |
| 7    | Ryszard Romaniak   | Stal Rzeszów          | 9   | (2,1,1,2,3)  |  |
| 8    | Bolesław Rzewiński | Stal Gorzów Wlkp.     | 6   | (3,3,0,u,ns) |  |
| 9    | Krzysztof Głowacki | Polonia Bydgoszcz     | 6   | (u,2,1,0,3)  |  |
| 10   | Herbert Czura      | Kolejarz Opole        | 6   | (1,1,2,0,2)  |  |
| 11   | Paweł Bukiej       | Polonia Bydgoszcz     | 5   | (1,0,3,w,1)  |  |
| 12   | Stanisław Kiljan   | ROW Rybnik            | 4   | (2,d,1,1,d)  |  |
| 13   | Daniel Chmielewski | Włókniarz Częstochowa | 4   | (0,1,1,2,d)  |  |
| 14   | Roman Jankowski    | Unia Leszno           | 3   | (0,2,d,1,d)  |  |
| 15   | Jerzy Kowalczyk    | Włókniarz Częstochowa | 3   | (1,1,d,d,1)  |  |
| 16   | Wiesław Patynek    | Polonia Bydgoszcz     | 0   | (0,w,d,u,ns) |  |
|      | Andrzej Maroszek   | Polonia Bydgoszcz     |     |              |  |
|      | Andrzej Zając      | Unia Tarnów           |     |              |  |

### Drugi finał
- 25 sierpnia 1977 r. (czwartek), Lublin

| Msc. | Zawodnik             | Klub                  | Pkt |             |  |
| ---- | -------------------- | --------------------- | --- | ----------- |  |
| 1    | Mariusz Okoniewski   | Unia Leszno           | 15  | (3,3,3,3,3) |  |
| 2    | Andrzej Huszcza      | Falubaz Zielona Góra  | 13  | (3,3,3,2,2) |  |
| 3    | Stanisław Turek      | Unia Leszno           | 11  | (3,2,u,3,3) |  |
| 4    | Kazimierz Adamczak   | Unia Leszno           | 11  | (3,2,2,1,3) |  |
| 5    | Krzysztof Głowacki   | Polonia Bydgoszcz     | 9   | (2,1,3,1,2) |  |
| 6    | Roman Jankowski      | Unia Leszno           | 9   | (2,2,2,3,0) |  |
| 7    | Stanisław Kiljan     | ROW Rybnik            | 8   | (2,3,1,2,d) |  |
| 8    | Wiesław Patynek      | Polonia Bydgoszcz     | 8   | (2,1,1,2,2) |  |
| 9    | Stanisław Żerdziński | Gwardia Łódź          | 6   | (1,0,-,2,3) |  |
| 10   | Jan Jąder            | Gwardia Łódź          | 5   | (1,3,0,1,d) |  |
| 11   | Herbert Czura        | Kolejarz Opole        | 5   | (u,1,3,d,1) |  |
| 12   | Daniel Chmielewski   | Włókniarz Częstochowa | 4   | (1,0,0,3,d) |  |
| 13   | Marian Witelus       | Kolejarz Opole        | 4   | (d,2,0,0,2) |  |
| 14   | Jerzy Kowalczyk      | Włókniarz Częstochowa | 3   | (0,d,2,0,1) |  |
| 15   | Paweł Bukiej         | Polonia Bydgoszcz     | 3   | (0,0,1,1,1) |  |
| 16   | Ryszard Romaniak     | Stal Rzeszów          | 3   | (1,1,1,0,d) |  |
|      | rez. Mirosław Chmura | Motor Lublin          | 2   | (2)         |  |
|      | Andrzej Maroszek     | Polonia Bydgoszcz     |     |             |  |
|      | Andrzej Zając        | Unia Tarnów           |     |             |  |

### Klasyfikacja końcowa
| Msc. | Zawodnik             | Klub                  | Pkt |         |  |
| ---- | -------------------- | --------------------- | --- | ------- |  |
| 1    | Andrzej Huszcza      | Falubaz Zielona Góra  | 27  | (14+13) |  |
| 2    | Mariusz Okoniewski   | Unia Leszno           | 26  | (11+15) |  |
| 3    | Kazimierz Adamczak   | Unia Leszno           | 25  | (14+11) |  |
| 4    | Stanisław Turek      | Unia Leszno           | 21  | (10+11) |  |
| 5    | Marian Witelus       | Kolejarz Opole        | 15  | (11+4)  |  |
| 6    | Krzysztof Głowacki   | Polonia Bydgoszcz     | 15  | (6+9)   |  |
| 7    | Jan Jąder            | Gwardia Łódź          | 14  | (9+5)   |  |
| 8    | Roman Jankowski      | Unia Leszno           | 12  | (3+9)   |  |
| 9    | Stanisław Kiljan     | ROW Rybnik            | 12  | (4+8)   |  |
| 10   | Ryszard Romaniak     | Stal Rzeszów          | 12  | (9+3)   |  |
| 11   | Herbert Czura        | Kolejarz Opole        | 11  | (6+5)   |  |
| 12   | Paweł Bukiej         | Polonia Bydgoszcz     | 8   | (5+3)   |  |
| 13   | Wiesław Patynek      | Polonia Bydgoszcz     | 8   | (0+8)   |  |
| 14   | Daniel Chmielewski   | Włókniarz Częstochowa | 8   | (4+4)   |  |
| 15   | Jerzy Kowalczyk      | Włókniarz Częstochowa | 6   | (3+3)   |  |
| 16   | Bolesław Rzewiński   | Stal Gorzów Wlkp.     | 6   | (6+-)   |  |
| 17   | Stanisław Żerdziński | Gwardia Łódź          | 6   | (-+6)   |  |
| 18   | Mirosław Chmura      | Motor Lublin          | -   | (-+pk2) |  |
|      | Andrzej Maroszek     | Polonia Bydgoszcz     |     |         |  |
|      | Andrzej Zając        | Unia Tarnów           |     |         |  |